# Brzóza
Brzóza (prononciation : [ˈbʐuza]) est un village polonais de la gmina de Głowaczów dans le powiat de Kozienice de la voïvodie de Mazovie dans le centre-est de la Pologne.
Il se situe à environ 4 kilomètres au sud-est de Głowaczów (siège de la gmina), 16 kilomètres à l'ouest de Kozienice (siège du powiat) et à 73 kilomètres au sud de Varsovie (capitale de la Pologne).
Le village possède approximativement une population de 1 100 habitants en 2006.

## Histoire
De 1975 à 1998, le village appartenait administrativement à la voïvodie de Radom.